# بولوصور
البولوصور (الاسم العلمي:†Bolosaurus) هو جنس منقرض من شبيهات الزواحف يتبع فصيلة البولوصورات من رتبة أشباه البركلوفونات.

## أنواع البولوصور
- بولوصور مخطط
- بولوصور رئيسي
- بولوصور تراتي
- بولوصور كبير